# 철원군체육회
철원군 체육회(Cheorwon-gun Sports Council)은 철원군 공설운동장 에  있습니다

## 체육회소개

### 역대회장
- 20대 김정수 2020.02.10~현재
- 19대 이현종 2018.06.30~2020.01.14
- 18대 이현종 2014.07.01~2018.06.30
- 17대 정호조 2010.07.01~2014.06.30
- 16대 정호조 2007.06.01~2010.06.30
- 15대 문경현 2004.11.01~2006.06.30
- 14대 김호연 2002.07.01~ 2004.5.27
- 13대 이수환 1998.07.01~2002.06.30
- 12대 김호연 1995.07.01~1998.06.30
- 11대 김돈기 1994.01.03~1995.06.30
- 10대 조명수 1993.03.29~1994.01.02
- 09대 한기택 1991.07.16~1993.03.28
- 08대 김창수 1991.01.14~1991.07.15
- 07대 조규영 1989.11.27~1991.01.13
- 06대 김재수 1988.06.11~1989.11.26
- 05대 홍순일 1986.12.24~1988.06.10
- 04대 손인환 1986.03.08~1986.12.23
- 03대 전동빈 1983.04.14~1986.03.07
- 02대 유재규 1981.12.23~1983.04.13
- 초대  이형준 1980.07.25~1981.12.22

## 읍.면 체육회
- 철원읍
- 김화읍
- 갈말읍
- 동송읍
- 서 면
- 근남면

## 단체현황
(정)회원종목단체
- 육상
- 수영
- 축구
- 야구
- 테니스
- 정구
- 배구
- 탁구
- 자전거
- 레슬링
- 역도
- 유도
- 검도
- 궁도
- 사격
- 체조
- 배드민턴
- 태권도
- 조정
- 볼링
- 골프
- 보디빌딩
- 세팍타크로
- 바둑
- 게이트볼
- 빙상
- 낚시
- 당구
- 래프팅
- 서바이벌
- 농구
- 야구
- 파크골프

(준)회원종목단체 
- 복싱
- 씨름
- 그라운드골프

## 체육행사
- 강원도민체육대회
- 강원도민생활체육대회
- 강원도어르신생활체육대회